# Necla Güngör
Necla Güngör, de nom complet Necla Güngör Kırağası (Ankara, 1982), és una entrenadora de futbol turca. Güngör va ser la primera directora tècnica (entrenadora) d'una selecció nacional de futbol a Turquia, en ser la responsable de la selecció nacional femenina sub-15, el 2012.
Necla Güngör nasqué i cresqué en una família de tres fills a Ankara. Estudià a l'Escola Superior de Ciències i Tecnologia dels Esports a la Universitat de Hacettepe de la capital turca. Va tenir les seues primeres experiències com a entrenadora a Gençlerbirliği, dins l'equip del director tècnic Ersun Yanal. Després treballà per a Ankaraspor i, quatre anys més tard de la primera experiència a Gençlerbirliği, a Manisaspor, també amb Yanal.
Actualment és la responsable de la selecció nacional femenina sub-17 i també del Comité per al desenvolupament del futbol femení a Turquia. A més és educadora en campus de nenes que volen ser futures futbolistes i professora en cursos d'entrenadors.
Està casada amb Sertan Kırağası.